# Schloss Adlitz

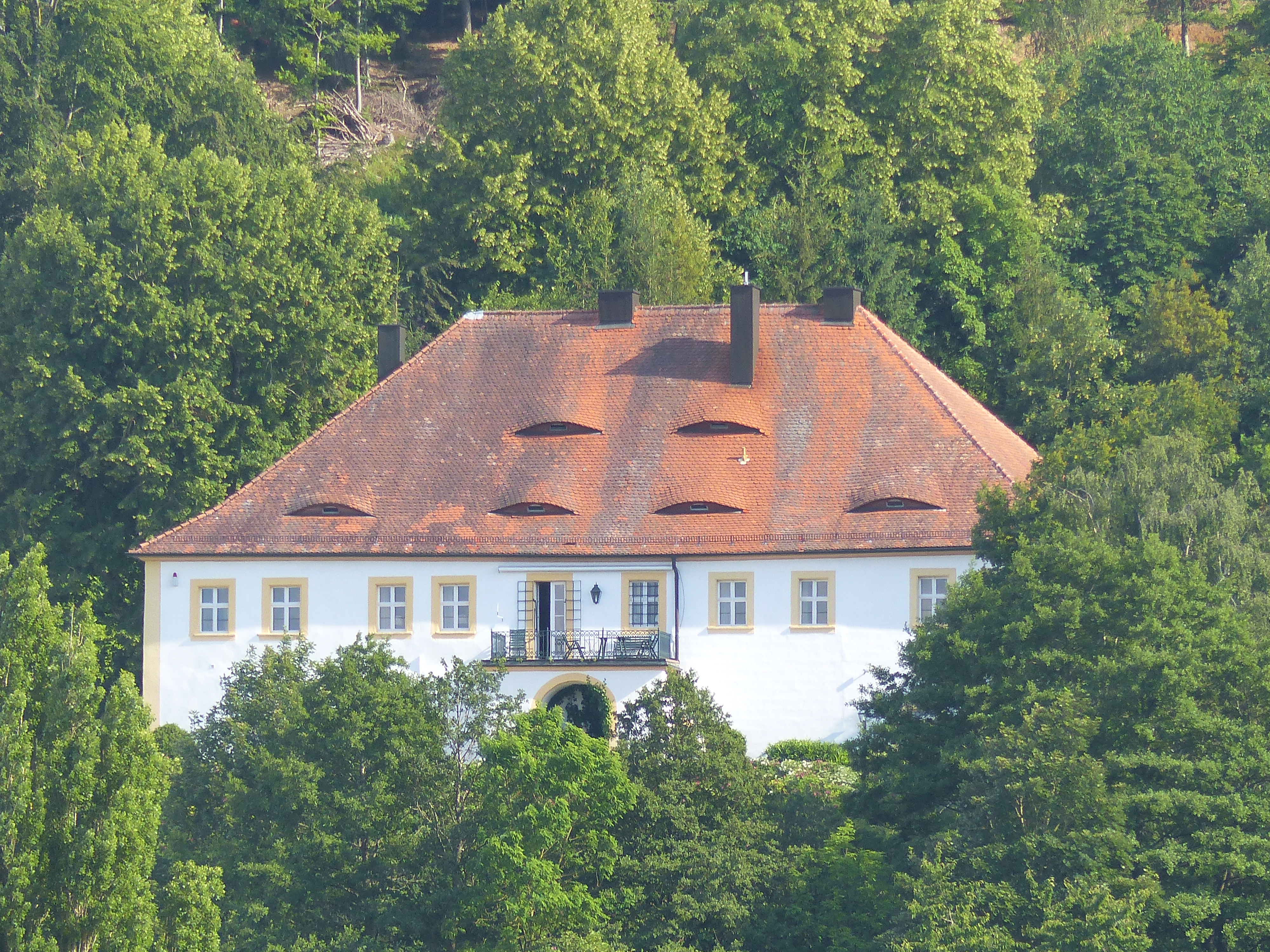
Hauptgebäude von Schloss Adlitz

Das Schloss Adlitz ist ein Schloss in der Ortsmitte von Adlitz, einem Gemeindeteil der Gemeinde Ahorntal im Landkreis Bayreuth in Bayern.
Es gibt auch ein gleichnamiges Schloss in Adlitz (Marloffstein).

## Geschichte
1696 bis 1718 errichtete Christian Friedrich von Rabenstein auf den Resten der alten Turmhügelburg Adlitz das neue Schloss Adlitz. 1783 besaßen es die Freiherren von Seefried als Bamberger Lehen; 1788 wurde es als Pfälzer Lehen genannt. 1851 war das Schloss freies allodifiziertes Eigentum der Familie von Seefried, die es bis heute besitzt.

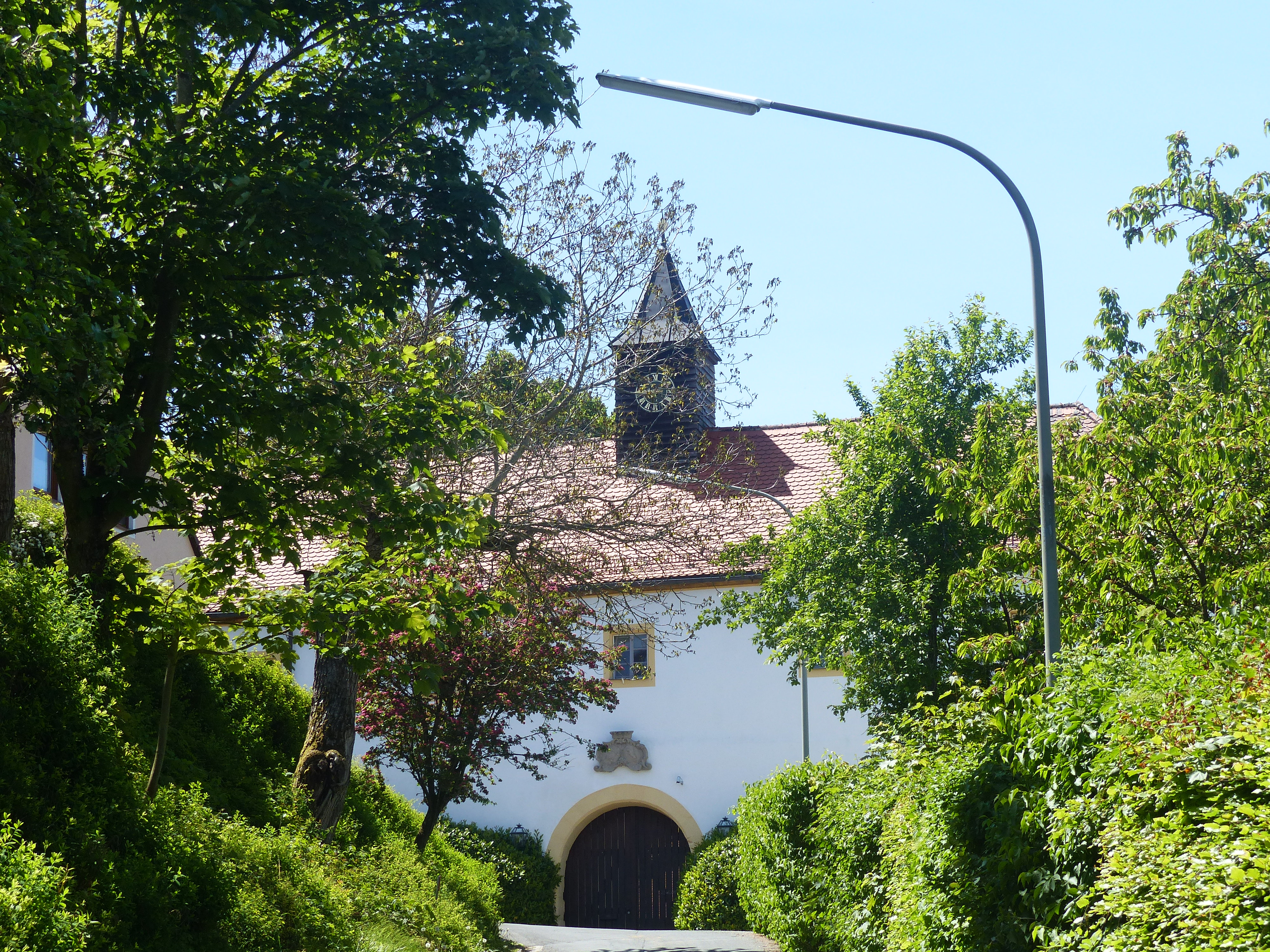
Torbau mit Wirtschaftstrakt

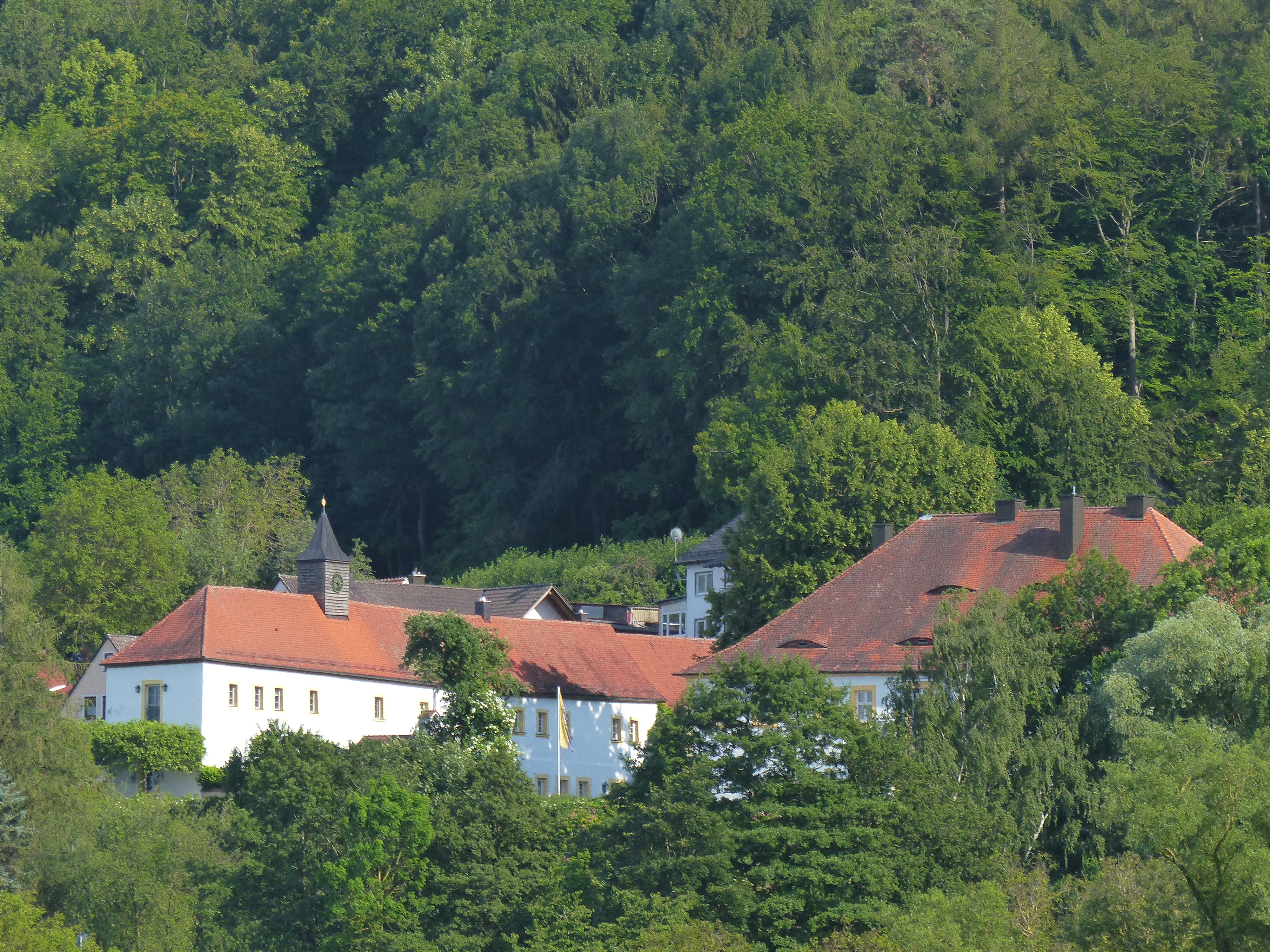
Gesamtkomplex der Schlossanlage

Das Schloss ist ein einfacher zweigeschossiger barocker Walmdachbau mit zweigeschossigem Torbau. Das Erdgeschoss stammt noch vom Vorgängerbau.